# يو شيو سونغ
يو شيو سونغ (1899 - 21 فبراير 1939) (بالصينية: 俞秀松) ولد في تشوجي، تشجيانغ، كان عضوا في الحزب الشيوعي الصيني. بدأ في مدرسة تشجيانغ الأولى العادية (حاليا مدرسة هانغتشو الثانوية) في عام 1916. حركة 4 مايو 1919 قادته ليكون ناشطا طالبا. في عام 1920، أسس رابطة الشباب الشيوعية في الصين وأصبح أول زعيم لها.
في عام 1922، دعّم حركة حماية الدستور لسون يات سين. اعتقل سونغ بتهمة التروتسكية ما بين 10 و 27 ديسمبر 1937. في 1938، تم تسليم سونغ إلى الاتحاد السوفيتي؛ وحكم عليه بالإعدام وأعدم في موسكو. ووصف وفاة يو بانتهاء المباراة النهائية بين وانغ وتشانغ قوه تاو. في عام 1962، بعد الانقسام بين الصين والاتحاد السوفيتي، أعلن يو بعد وفاته شهيدا ثوريا.